# Ognjeslav Utješinović Ostrožinski
Ognjeslav Utješinović Ostrožinski, prema nekim izvorima »Utješenović«, (Ostrožin kraj Gline, 21. kolovoza 1817. – Zagreb, 8. lipnja 1890.), bio je hrvatski pjesnik i političar, srpske narodnosti.    

## Životopis
Ognjeslav Utješinović Ostrožinski rođen je u Ostrožinu kraj Gline 1817. godine. Ognjeslav Utješinović Ostrožinski objavio je u Slavenskom jugu (27. listopada – 5. studenoga 1848. godine) nacrt za federalizaciju Austrougarske Monarhije pod naslovom Osnova za savezno preporodjenje cesarovine austrijske po načelu ustavne slobode i narodne naravstvene jednakosti. Njegov prijedlog bio je o Monarhiji koja bi se temeljila na etničkim granicama i kao savez slobodnih i ravnopravnih naroda, koja bi bila korak prema općoj europskoj konfederaciji. Utješinović je tu pisao o 10 nacija unutar Monarhije (u izdanju iz 1861. godine piše o sedam nacija) koje bi trebale imati svoje federalne jedinice. Austroslavizam je zamišljao kao suradnju slavenskih naroda srednje Europe u okviru Habsburške Monarhije, koja je tada bila pod dominacijom njemačkih elita. Ideja je izrasla u krugovima čeških liberala, kao alternativa proruskom panslavizmu.
U razdoblju nakon revolucije 1848. - 1849. godine zalagao se za napredak kakvom je općenito težilo građanstvo i dio plemstva sklon tada suvremenim oblicima organizacije ekonomije i društva - tako se zalaže za priznavanje građanskih prava stanovništvu Vojne krajine - ali uz oslanjanje na u tradiciji prokušane oblike socijalnih odnosa koje narod vrjednosno prihvaća. U prvom redu se zalaže za mjere koje bi omogućile očuvanje kućnih zadruga u Hrvatskoj, čije razbijanje tadašnji zakoni zapravo potiču: Utješinović ukazuje da uslijed razdioba zadruga nastaje osiromašenje i proletarizacija seoskog stanovništva, što otvara prostor širenju socijalističkih/komunističkih ideja. Predlaže stoga promjene zakonskih odredaba o nasljeđivanju i o vlasništvu na zemlji, kako bi bili više u skladu s ranijim običajnim pravom u Hrvatskoj.
Godine 1866. napisao je domoljubnu pjesmu "Uskrsnuće Jelačića bana" u kojoj prvi puta koristi sintagmu "Ustaj bane, ustaj naša diko!". “Ustaj bane, ustaj naša diko!/ Zove tebe domovina tvoja,/ Da se njojzi u nevolji nađeš.” Pjesmu je napisao prigodom postavljanja spomenika banu Josipu Jelačiću, bila je tiskana i dijeljena kao letak a Utješinović Ostrožinski na zahtjev austrijskih vlasti nakon nekoliko mjeseci umirovljen je.
Utješenović je umro 8. lipnja 1890. godine u Zagrebu. Pokopan je na zagrebačkom groblju Mirogoju.